# George Russell (racerförare)
George Russell, född 15 februari 1998 i King's Lynn i England, är en brittisk racerförare som sedan 2022 kör för Mercedes i Formel 1. 
Russell vann GP3 år 2017 i stallet ART Grand Prix vilket resulterade i att han fick en plats i Formel 2 2018 för samma stall. Även här var han framgångsrik och vann F2 som rookie. Detta resulterade i att Russell fick en plats i Formel 1 år 2019 i stallet Williams.
Hans första podium kom i Belgiens GP 2021 när han kvalade in som tvåa i den kanske sämsta bilen av alla. Söndagens race kom att ställas in på grund av regn vilket resulterade i att Russell tilldelades andra platsen, Williams första pallplats på 4 år sedan Lance Stroll slutade trea i Azerbajdzjans GP 2017.

Russell vann både sprinten och huvudloppet i Brasiliens Grand Prix 2022 och tog därmed sin första seger i Formel 1 och Mercedes enda under säsongen.

## Inhopp i Mercedes
Vid Sakhirs Grand Prix 2020 gjorde Russell ett inhopp för Mercedes då Lewis Hamilton testat positivt för covid-19. I hans plats hos Williams kom Jack Aitken att göra sin F1-debut.
Russell hamnade på en andraplats i kvalet och ledde loppet under många varv men efter ett dåligt depåstopp och en säkerhetsbil lyckades Russell klättra från en femteplats till andraplats. Efter att ha fått en punktering på vänster bakdäck tvingades Russell göra ännu ett depåstopp och trillade ner på femtonde plats. Russell tog sig därefter upp till en niondeplats och lyckades sätta tävlingens snabbaste varv, vilket innebar att han tog sina första poäng i Formel 1.

## Formel 1-karriär
| Säsong            | Stall/Tillverkare | Placering         | Lopp | Poäng | Etta | Tvåa | Trea | Pole | Varv |
| ----------------- | ----------------- | ----------------- | ---- | ----- | ---- | ---- | ---- | ---- | ---- |
| 2019              | Williams-Mercedes | 20                | 21   | 0     | 0    | 0    | 0    | 0    | 0    |
| 2020              | Williams-Mercedes | 18                | 16 1 | 3     | 0    | 0    | 0    | 0    | 0 1  |
| 2021              | Williams-Mercedes | 15                | 22   | 16    | 0    | 1    | 0    | 0    | 0    |
| 2022              | Mercedes          | 4                 | 22   | 275   | 1    | 1    | 6    | 1    | 4    |
| 2023              | Mercedes          | 8                 | 22   | 175   | 0    | 0    | 2    | 0    | 1    |
| 2024              | Mercedes          | 6                 | 24   | 245   | 2    | 0    | 2    | 4    | 2    |
| 2025              | Mercedes          | 4                 | 10   | 111   | 0    | 1    | 3    | 1    | 0    |
| Sammanlagt (2025) | Sammanlagt (2025) | Sammanlagt (2025) | 138  | 825   | 3    | 3    | 13   | 6    | 8    |

| 1. Brasilien 2022 2. Österrike 2024 3. Las Vegas 2024 4. Kanada 2025 |

| 1. Belgien 2021 2. Nederländerna 2022 3. Bahrain 2025 |

| 1. Australien 2022 2. Spanien 2022 3. Azerbajdzjan 2022 4. Frankrike 2022 5. Ungern 2022 6. Italien 2022 7. Spanien 2023 8. Abu Dhabi 2023 9. Kanada 2024 10. Azerbajdzjan 2024 11. Miami 2025 |

| 1. Ungern 2022 2. Kanada 2024 3. Storbritannien 2024 4. Las Vegas 2024 5. Qatar 2024 6. Kanada 2025 |

| 1. Sakhirs 2020 2. Singapore 2022 3. USA 2022 4. Mexiko 2022 5. Brasilien 2022 6. Azerbajdzjan 2023 7. Emilia-Romagnas 2024 8. Ungern 2024 9. Kanada 2025 |

| 1. Belgien 2024 |